# Nimboa manselli
Nimboa manselli är en insektsart som beskrevs av Meinander 1998. Nimboa manselli ingår i släktet Nimboa och familjen vaxsländor. Inga underarter finns listade i Catalogue of Life.